# Juan Moreira (historieta)
Juan Moreira es una historieta argentina basada en la vida del legendario personaje gauchesco inmortalizado por Eduardo Gutiérrez en la novela homónima que apareció originalmente como folletín en el diario La Patria Argentina, entre 1879 y 1880. Fue adaptado a la historieta por el dibujante argentino José Massaroli para su publicación en el diario La Voz, de la Ciudad de Buenos Aires, desde octubre de 1983 hasta de 1984.

## Reaparición en 2010
Cuando esta novela gráfica fue difundida por Internet a la manera del viejo folletín de Gutiérrez, a razón de varias páginas por semana, durante 2009, por el grupo editor La Duendes en su blog Historieta Patagónica, se comprobó un notable interés en los visitantes de dicho blog, por lo que se decidió imprimir y publicar el libro en 2010.
Fue presentado ante un numeroso público en la Biblioteca Nacional el 3 de agosto, en la "Expo-Cómic '10" de Santiago de Chile, ese mismo mes, y en la Biblioteca Capponi de Lobos el 2 de octubre del mismo año.
La obra, con un total de 116 páginas, incluye una presentación escrita por el escritor y dibujante Alejandro Aguado, conductor de La Duendes, y un prólogo del periodista Ariel Avilez, creador del sitio web Blancas Murallas, con el diseño gráfico a cargo de Keki.
Es a raíz de su aparición en Internet y la publicación del libro que la historieta se populariza, dado que en su primera publicación el medio en que se efectuó, la Voz, no tenía llegada a un público masivo, ni tampoco a los aficionados a la historieta. Se considera la republicación de esta obra, un aporte significativo a la revitalización de la historieta gauchesca en la Argentina, que ese hallaba en un estado de olvido casi absoluto.

## Presentaciones
El libro fue presentado ante un considerable público en los siguientes sitios:
- la Biblioteca Nacional el 3 de agosto de 2010;
- la Expo-Cómic '10 de Santiago de Chile, ese mismo mes;
- la Biblioteca Capponi de Lobos el 2 de octubre;
- el Encuentro Dibujantes 2010 en Rosario, el 17 de octubre;
- el Museo de la Reconquista en Tigre, el 27 de noviembre;
- la Biblioteca Julio Serebrinsky de Concordia, Entre Ríos, el 29 de abril del 2011;
- la Feria del Libro de Ramallo, el 19 de agosto del 2011